# زیردریایی یو-۴۳۳
زیردریایی یو-۴۳۳ (به انگلیسی: German submarine U-433) یک زیردریایی است که طول آن ۶۷٫۱ متر (۲۲۰ فوت ۲ اینچ) می‌باشد. این زیردریایی در سال ۱۹۴۱ ساخته شد.